# Hesperoboreus
Hesperoboreus is een geslacht van schorpioenvliegen (Mecoptera) uit de familie van de sneeuwvlooien (Boreidae). De wetenschappelijke naam is voor het eerst geldig gepubliceerd door Penny in 1977.

## Soorten
Hesperoboreus omvat de volgende soorten:
- Hesperoboreus brevicaudus (Byers, 1961)
- Hesperoboreus notoperates (Cooper, 1972)